# Веса Бараковска
Веса Спасова Бараковска с псевдоним Роза е участник в комунистическото съпротивително движение по време на Втората световна война.

## Биография
Веса Бараковска е родена на 18 март 1922 година в Горна Джумая. Работи като шивачка. През 1938 година влиза в Работническия младежки съюз и става секретар на Горноджумайския му окръжен комитет (1942 - 1943). От юли 1943 година е партизанка в Партизанския отряд „Никола Калъпчиев“. Убита е на 29 януари 1944 година в голямо сражение край село Лисия.